# Fiq, Syria
FIQ (tiếng Ả Rập: فيق) là một thị trấn của Syria ở Cao nguyên Golan, thuộc chính quyền của Al Quneitra. Nó ngồi ở độ cao 349 mét (1.145 ft) và có dân số 2.800 vào năm 1967. Đó là trung tâm hành chính của quận Fiq Al Quneitra. Trong và sau cuộc chiến sáu ngày vào tháng 6 năm 1967, nó đã được sơ tán. Khu định cư Kibbutz Afik của Israel được xây dựng gần đó.

## Lịch sử
Fiq là một thị trấn cổ, bao gồm khoảng 100 dunam trên một gò đất nhân tạo. Nhiều chữ khắc bằng tiếng Latin và tiếng Hy Lạp đã được tìm thấy.
Fiq nằm trên một trong số ít tuyến đường nối liền Galilee và Cao nguyên Golan, tất cả đều là một phần của mạng lưới đường bộ rất quan trọng giữa Ai Cập và Syria. Phần dưới của con đường đi theo "Ascent of Fiq" (tiếng Ả Rập: 'Aqabat Fiq) nơi Ayyubids xây dựng một khan vào đầu thế kỷ 13, Khan al-'Aqabah, vẫn còn thấy những tàn tích. Khi nó đến cao nguyên, con đường đi qua các ngôi làng khác nhau, nhánh đi qua Fiq dẫn về phía đông đến khu vực Hauran chứ không phải về phía đông bắc đến Damascus.
Khoảng năm 1225, Yakut lưu ý rằng tu viện Dayr Fiq được nhiều Kitô hữu tôn sùng và vẫn được khách du lịch lui tới.
Năm 1596 Fiq xuất hiện trong sổ đăng ký thuế của Ottoman như một phần của nahiya của Jawlan Garbi ở Qada of Hauran. Nó có một dân số hoàn toàn Hồi giáo bao gồm 16 hộ gia đình và 9 cử nhân. Thuế đã được trả cho lúa mì, lúa mạch, cây trồng mùa hè, cây ô liu, dê và/hoặc tổ ong.
Năm 1806, nhà thám hiểm người Đức Seetzen phát hiện ra rằng Fiq có 100 ngôi nhà làm từ đá bazan, bốn trong số đó là nơi sinh sống của các Kitô hữu và phần còn lại của người Hồi giáo.
Năm 1875, nhà thám hiểm người Pháp Victor Guérin phát hiện ra rằng Fiq được chia thành bốn phần tư, mỗi phần được quản lý bởi chính cô ấy. Hầu hết các ngôi nhà chứa tàn dư của các tòa nhà cổ. Ngôi làng có nhiều nước ngọt.
Khi Gottlieb Schumacher khảo sát khu vực vào những năm 1880, ông mô tả Fiq là một ngôi làng lớn với khoảng 400 người. Nó có khoảng 160 ngôi nhà bằng đá được xây dựng tốt, nhưng chỉ có 90 ngôi nhà có người ở.
Vào thời điểm suy tàn vào năm 1967, thành phố có dân số xấp xỉ 2.800 người.

## Khảo cổ học và có thể đề cập đến trong Kinh thánh
Cái tên Aphek dùng để chỉ một hoặc một số địa điểm được Kinh thánh Do Thái nhắc đến như là cảnh của một số trận chiến giữa người Do Thái và người Arameans. Nổi tiếng nhất, một thị trấn gần một hoặc nhiều người cai trị Damascus tên là Ben-hadad, đã bị người Israel đánh bại và trong đó vua Damascene và những người lính còn sống sót của ông đã tìm thấy một nơi an toàn để rút lui (1 Kings 20: 26-30; 2 Kings 13:17, 24-25).
Kể từ đầu thế kỷ 20, ý kiến chủ yếu là vị trí của tất cả các trận chiến này là một và giống nhau, và thị trấn nằm ở phía đông của Jordan. Ban đầu người ta nghĩ rằng tên được bảo quản trong làng hiện nay dân số giảm của FIQ gần Kibbutz Afik, ba dặm về phía đông của biển Galilee, nơi một gò đất cổ xưa, Tell Soreg, đã được xác định. Các cuộc khai quật của Moshe Kochavi và Pirhiya Beck vào năm 1987-88 đã thực sự phát hiện ra một khu định cư BCE thế kỷ thứ 9 và 8, có lẽ là Aramean, nhưng Kochavi cho rằng nó quá nhỏ để phục vụ vai trò được gán cho Aphek trong Kinh thánh. Địa điểm được các nhà khảo cổ ưa thích nhất hiện nay là Tel 'En Gev/Khirbet el-'Asheq, một gò đất nằm trong Kibbutz Ein Gev.